# Голос Берестейщини
«Голос Берестейщини» — газета, друкований орган товариства Українського громадсько-культурного об’єднання Берестейської області. Виходив у Бересті щоквартально 1991–99 накладом 2,7 тис. прим. Обстоював культурні та національні права українців краю, спростовував наклепи шовіністів і сепаративістів про поліське українство. 
Публікував матеріали про діяльність об’єднання, з історії Берестейщини, культури її населення, уміщував інформацію про життя України, українців інших країн.